# Socket FM2+
Socket FM2+是AMD於2013年推出的桌面平台CPU插座，適用於代號「Kaveri」的第三代APU，並向前相容於代號「Trinity」及「Richland」的第二代APU。相比Socket FM2，FM2+多了兩支針腳，支援PCIe 3.0及統一定址空間。
使用Socket FM2+的主機板在2013年10月份已經上市。

## 處理器支援
Socket FM2+主機板支援所有採用FM2及FM2+处理器：
- AMD A10系列處理器
- AMD A8系列處理器
- AMD A6系列處理器
- AMD A4系列處理器
- AMD Athlon（速龍）系列處理器

## 晶片組支援
晶片組跟上兩代相同，共有三款。其中，入門級的A55會繼續使用，A75及A85X則由A78和A88X取代，兩者分別在於USB 3.0控制器的一些修改。
A88X
支援8個SATA 6Gbps連接埠，支援4個USB 3.0，並允許一條PCI-E 3.0 x16總線分拆成兩個PCI-E 3.0 x8
A78
支援6個SATA 6Gbps連接埠，支援4個USB 3.0連接埠
A55
支援6個SATA 3Gbps連接埠，並不支援USB 3.0
|                     | A55          | A78          | A88X                     |
| ------------------- | ------------ | ------------ | ------------------------ |
| USB 2.0             | 14           | 10           | 10                       |
| USB 3.0             | 0            | 4            | 4                        |
| SATA 3Gbps          | 6            | 0            | 0                        |
| SATA 6Gbps          | 0            | 6            | 8                        |
| CPU PCI-E           | 1 × PCIe ×16 | 1 × PCIe ×16 | 1 × PCIe ×16 2 × PCIe ×8 |
| RAID 0, 1, 10       | 是           | 是           | 是                       |
| RAID 5              | 否           | 是           | 是                       |
| PCI                 | 是           | 是           | 是                       |
| FIS-Based Switching | 否           | 是           | 是                       |

## 相容性
Socket FM2與Socket FM2+之間只能像Socket AM3/AM2+那樣部分相容，而不是像Socket AM2/AM2+能完全相容。
Socket FM2+主機板支援使用Socket FM2及FM2+管腳的处理器。實際上Socket FM2+管腳的处理器更比主機板遲半年上市，所以早期的主機板都是支援使用Socket FM2的舊款处理器。
但Socket FM2+管腳的处理器只能配合FM2+主機板使用，而不能安裝在Socket FM2插座上。因為Socket FM2+管腳排列上比Socket FM2的多了兩技針腳，強行將FM2+管腳的處理器插入舊的FM2主機板會使針腳折斷。